# Dimowci (obwód Wielkie Tyrnowo)
Dimowci (bułg. Димовци) – wieś w Bułgarii, w obwodzie Wielkie Tyrnowo, w gminie Wielkie Tyrnowo. Wieś wymarła.